# Balaskó Nándor
Balaskó Nándor (Érszalacs, 1918. augusztus 30. – Tauberbischofsheim, Németország, 1996. június 28.) erdélyi magyar szobrász, festő, grafikus, Balaskóné Osváth Zsuzsa férje.

## Életútja
Felsőfokú tanulmányayt a bukaresti Szépművészeti Akadémián (1937–40) kezdte, ahol megismerkedett Osváth Zsuzsával, akivel 1946-ban összeházasodtak. Tanulmányait a budapesti Magyar Képzőművészeti Főiskolán (1940–43) folytatta. Kandó László volt a mestere. Három évig szovjet hadifogságban szenvedett, ahol látását majdnem elvesztette. 1948-as romániai Petőfi-szoborpályázaton megnyerte az I. díjat. 1948-tól Kolozsváron a Magyar Művészeti Intézet, majd az ebből alakult Kolozsvári Képzőművészeti Főiskola kerámia-üveg tanszékén tanszékvezető tanárként működött. 1958-ban rész vett a Nemzetközi Auschwitz-pályázaton. Édesapját, pap testvérét nehéz börtönre kárhoztatták. Sógorát agyonverték.
1970-ben Portugáliába emigrált, Sintra városában telepedett le. A Securitate pribékjei még ott is üldözték, életveszélyesen bántalmazták. Felesége itthon maradt, és egyedül nevelte a két lányát, Zsuzsát és Erzsébetet. Új hazájában Balaskó Nándor jelentős portrémegrendeléseket kapott. Hívták Belgiumba, Spanyolországba, Amerikába dolgozni, amit rövid ideig el is fogadott de ő hűséges maradt választott hazájához. Kompozíciós műveiben és portréiban az itáliai hatású neoklasszicizmus, s az 1930–40-es évek magyar művészetének tanulságait igyekezett hasznosítani. Érezhetően hatott rá Medgyessy Ferenc formaalkotása. Bonyolult, nagyméretű kompozíciós műveket alkotott (Vatha, a pogány lázadó; Hunyadi János; Menekülők).

## Kiállítások

### Egyéni kiállítások
- 1968 • Képzőművészeti Kisgaléria, Kolozsvár
- 1990 • Lisszabon

### Válogatott csoportos kiállítások
- 1940 • Bukarest, diákfesztivál
- 1941, 1942, 1943 • Budapest
- 1943 • Kolozsvár, megyei tárlatok

## Köztéri művei
- Ady Endre mellszobra (kő, Zilah, 1957)